# نباتية سوداء
النباتية السوداء في الولايات المتحدة هي فلسفة اجتماعية وسياسية تربط بين استغلال الحيوانات غير البشرية وبين قضايا أخرى تتعلق بالعدالة الاجتماعية، مثل العنصرية وآثار العبودية الممتدة، ومنها استمرار الأنظمة الغذائية التي فُرضت على المستعبدين لتتحول لاحقًا إلى تقاليد غذائية عائلية وثقافية. كانت الشقيقتان سيل كو وآف كو أول من قدم هذا الإطار التقاطعي وابتكر مصطلح النباتية السوداء. وفي 2021، وصفتها مؤسسة الدراسات النقدية للحيوانات بأنها «تخصص ناشئ».
أظهر استطلاع أُجري عام 2015 أن نحو 8% من الأمريكيين السود يتبعون نظامًا نباتيًا أو نباتيًا صارمًا، مقارنة بنسبة 3.4% من إجمالي المشاركين في الاستطلاع.

## التاريخ
تشكلت النباتية تاريخيًا، بوصفها حركة منظمة ومعروفة، من أشخاص بيض في الغالب، ولا يزال التصور النمطي للشخص النباتي مرتبطًا بالهوية البيضاء. في 2018، أشارت خشبو شاه إلى أنه لم يظهر أي شخص ملون في نتائج الصور على موقع شترستوك لعبارة «شخص نباتي» إلا في أسفل الصفحة الثالثة. ويؤكد أومواليه أديوالي، مؤسس مهرجان بلاك فيغ فيست في مدينة نيويورك، أن هناك تاريخًا للحركة النباتية بين السود في الولايات المتحدة، لكنه قال في 2020 إن الإقبال المتزايد على النباتية بين السود يعود بجزء منه إلى أن «المرء يحب أن يرى نفسه ضمن مجتمع يمثله. وهذا أحد الأسباب الرئيسية التي دفعت مجتمع السود إلى التوحد حول فكرة النباتية».
تستمد الحركة الحديثة للنباتية السوداء إلهامها من حركة الرستفارية، التي استحدثت في جامايكا في ثلاثينيات القرن العشرين نظامًا غذائيًا نباتيًا يُعرف باسم إيتال، ومن جماعات مثل الإسرائيليين العبريين الأفارقة في القدس، التي نادت بالنباتية الصارمة منذ ستينيات القرن العشرين، وحركة أمة الإسلام، التي ربطت بشكل خاص بين اختيار النظام الغذائي النباتي ومقاومة الظلم العنصري. ولهذه الحركة أيضًا جذور في حركة الحقوق المدنية الأمريكية، فقد جادل ديك غريغوري، الذي شارك في مسيرات مع مارتن لوثر كينغ الابن، قائلًا: «بما أنني ناشط في الحقوق المدنية، فأنا أيضًا ناشط في حقوق الحيوانات. الحيوانات والبشر يعانون ويموتون على حد سواء». وبحسب أميرة ميرسر، فبحلول ثمانينيات القرن العشرين، كانت النباتية قد «ترسخت بقوة في أوساط المشاهير والنشطاء» بين السود في الولايات المتحدة. وقد أثرت أغنية الهيب هوب «بيف» التي أصدرها كيه. آر. إس. ون عام 1990، بحسب كيث تاكر مؤسس مجموعة الدفاع عن النباتية، هيب هوب إز غرين، على الكثيرين في مجتمع الهيب هوب للتفكير في النباتية و«اللحم في النظام الغذائي للعبيد». في 2017، أكدت كارول جيه. آدامز أن «الآن هو الوقت المناسب لنستمع إلى النباتية السوداء ونتبناها». وخلال أواخر تسعينيات القرن العشرين ومطلع الألفية الثالثة، لعبت كوين آفوا دورًا مؤثرًا في الترويج للنباتية النيئة السوداء، إذ دافعت عن استخدام الطعام بوصفه أداة لعلاج صحة النساء السود الإنجابية والروحية.
آف وسيل كو هما فيلسوفتان بارزتان من السود، وقد قدمتا معًا إطارًا فلسفيًا للنباتية السوداء. في عرض تقديمي عام 2020 لمعهد بروكس، وصفت سيل كو تطور مفهوم النباتية السوداء بوصفها نظرية تقاطعية تُستخدم للتعليق السياسي والاجتماعي، موضحة أنها وشقيقتها ناقشتا في 2012 الفكرة التي تقول إن «الحيوانات تُصنف على أساس العرق»، وفي 2015 بدأتا تسمية هذه الفكرة «بالنباتية السوداء». تصور سيل كو النباتية السوداء أنها نقد لكيفية نظر المجتمع إلى الحيوانات. وتوضح في العرض التقديمي لمعهد بروكس: «لسنا مهتمين بقضية التنوع الظاهري التي تدور في أخلاقيات الحيوانات». في 2017، نشرت آف وسيل كو كتاب أفرو إيزم؛ وذكر كوري لي رين في مراجعة للكتاب أنه يعرض النباتية السوداء بوصفها «احتجاج سياسي ضد قمع الحيوانية، وبناء التسلسل الهرمي الأوروبي المركزي، وأنماط الطعام الضارة».
في 2021، ذكرت دورية واشنطن بوست، مستندة إلى تقرير من غالوب، أن السود يمثلون أسرع فئة ديموغرافية تنمو بين النباتيين.

## الوصف
في الولايات المتحدة، تُعد النباتية السوداء فلسفة اجتماعية وسياسية إضافةً إلى كونها نظامًا غذائيًا. تربط هذه الفلسفة بين استغلال الحيوانات غير البشرية وقضايا العدالة الاجتماعية الأخرى مثل العنصرية، وكذلك الآثار المستمرة للعبودية، مثل الأنظمة الغذائية التي اعتمد عليها العبيد للبقاء على قيد الحياة والتي تحولت إلى تقاليد غذائية عائلية وثقافية. فضلًا عن أن التغيرات الغذائية التي نتجت عن الهجرة الكبرى أدت إلى اعتماد المزارعين السابقين، الذين كانوا قادرين سابقًا على زراعة الخضروات أو جمعها بأنفسهم، على الأطعمة المصنعة. وصفت آدامز النباتية السوداء بأنها «عدسة تجمع بين العرق والحيوانية» يمكن من خلالها فهم النباتية بوصفها حركة راديكالية تسعى لتحقيق العدالة الاجتماعية. أيضًا، أُشير إلى أن المشكلات الصحية داخل مجتمع السود كانت دافعًا للأشخاص من ذوي البشرة الملونة لتبني النظام النباتي، وتشمل هذه المشكلات الأمراض المرتبطة بالنظام الغذائي مثل السكري وأمراض القلب وارتفاع ضغط الدم والسكتات الدماغية.
تبدأ سيل كو من إطار فكري ناقشه في الأصل بيتر سينغر، لكنه لم يأخذ في الاعتبار مسألة العرق. ووفقًا لسيل كو، فإن النباتية السوداء هي «أخلاقيات حيوانية تولدت من داخل التزام مناهض للعنصرية». اقترحت هي وشقيقتها تطوير مفهوم «ثوري» لأخلاقيات الحيوانات يخرج الحيوانات غير البشرية من النقاش التقليدي. أخبرت كو معهد بروكس أن الجدل حول النباتية الأخلاقية كان يدور حول ما إذا كان التمييز على أساس النوع يشبه العنصرية أو التمييز الجنسي. وقد أطرت هي وشقيقتها هذا النقاش حول فكرة أن التمييز على أساس النوع والعنصرية هما ذات الشيء. وضعت سيل كو وآف كو إطار نظري للنباتية السوداء، لكن على أرض الواقع ثمة أيضًا مجتمعات للسود تعرف النباتية السوداء بوصفها ممارسة ثقافية محددة. فبعض النباتيين السود الذين يعتبرون العرق مكونًا هامًا في ممارساتهم الغذائية، والذين يؤمنون بالتمييز على أساس النوع، يربطون بين عنف النظام العنصري المنهجي وإرث العبودية مع العنف الذي يُمارس اليوم على السود والحيوانات غير البشرية على حد سواء.
وفقًا لأشيل إلدريدج، وهي ناشطة من أوكلاند، تتعلق الحركة باستعادة مجتمع السود لسيادته الغذائية و«تحرير» النظام الغذائي للأمريكيين السود. وفقًا لشاه، فإن النقطة التي يشعر عندها معظم النباتيين من ذوي البشرة الملونة بأكبر انفصال عن النباتية السائدة تكمن في فشل الأخيرة في الاعتراف بالتداخل مع قضايا العدالة الاجتماعية الأخرى مثل الوصول إلى الغذاء. تُرجع الدكتورة إيه. بريز هاربر هذا الانقسام في الفلسفة والممارسة النباتية إلى عدم توافق الأهداف، قائلة: «الحركة النباتية الأمريكية التي يهيمن عليها البيض تفترض ضمنًا أن الحوار الجاد حول العرق والعنصرية والبياض والاستعمار العرقي لا يرتبط بأهدافها».
أشار زاكاري توليفار، الكاتب في منظمة بّي إي. تي. إيه. إلى أنه كثيرًا ما سمع وصف النباتية السوداء بأنها «فعل ثوري» لأنها غالبًا ما تتضمن رفض كل من التقاليد العائلية والاضطهاد الممنهج. ووصفت ميرسر ذلك بأنه «سحب بطاقتي السوداء الخاصة»، وقالت إن اختيار النباتية بالنسبة للسود في الولايات المتحدة كان فعل احتجاج ضد التهميش الناتج من سياسات الرعاية الصحية والغذائية الحكومية.
في 2021، وصفت مؤسسة الدراسات النقدية للحيوانات، النباتية السوداء بأنها «تخصص ناشئ».